# Empis ostentator
Empis ostentator är en tvåvingeart som beskrevs av Axel Leonard Melander 1946. Empis ostentator ingår i släktet Empis och familjen dansflugor. Inga underarter finns listade i Catalogue of Life.